# Rivière à la Carpe (vattendrag i Kanada, lat 48,97, long -72,23)
Rivière à la Carpe är ett vattendrag i Kanada.   Det ligger i provinsen Québec, i den östra delen av landet, 500 km nordost om huvudstaden Ottawa.
I omgivningarna runt Rivière à la Carpe växer i huvudsak blandskog. Runt Rivière à la Carpe är det ganska glesbefolkat, med 25 invånare per kvadratkilometer.